# Obús Tipus 38 de 12 cm
El Howitzer Tipus 38 de 120 mm (1905) era una peca d'artilleria de l'Exèrcit Imperial Japonès durant la Segona Guerra sinojaponesa i la Segona Guerra Mundial. El canó va rebre el seu baptisme de foc amb les tropes americanes a la Campanya del Pacífic en Iwo Jima, i a vegades era utilitzat com a arma d'emergència o d'últim recurs. El nom del Tipus 38 va ser donat per l'any en el que va entrar en servei, l'any 38 del regnat de l'Emperador Meiji, en 1905 del calendari gregorià.

## Descripció
La seva major característica era en seu curt canó i les seves grans rodes de fusta. Tenia una recàmara amb un sistema interromput, i un sistema de control de retrocés d'una molla hidràulica. No tenia equipat cap tipus d'escut per a protegir l'arma per al foc d'armes lleugeres.
La elevació i gir del canó es feia mitkançant unes rodes manuals, i les mires panoràmiques estan situades a l'esquerra de la recamara. El mecanisme de foc està accionat per un mecanisme de percussió.
S'ha pogut recuperar munició d'alt explosiu d'alta penetració i munició de metralla. Els dos projectils utilitzen el clàssic sistema de marcatjes dd color similars als altres canons de 75 mm. La munició AEAP (Alt Explosiu Alta Penetració) pesava 44 lliures, i la de metralla contenia 300 boles de plom com a metralla.

## Disseny
El Obús Tipus 38 de 12 cm era un canó d'artilleria de disseny japonès, en ús des de 1905 fins a 1945. El calibre d'aques canó es de 120 mm. Pesava 2.164,5 kg i tenia una llargada de 4,9 metres, dels quals 1,32 metres eren del canó. El projectil tenia una velocitat inicial de sortida de 276 m/s. Podia elevar-se des de -5° fins a +43°, i podia girar de des de -2° fins a +2°. Tenia una acció de tipus manual amb un sistema de control de retrocés de molla hidràulica.
El canó va ser utilitzat per l'Exèrcit Imperial Japonès durant la Segona Guerra sinojaponesa i la Segona Guerra Mundial, amb un major ús en la Segona Guerra Mundial.
El canó podia utilitzar munició d'Alta Penetració Alt Explosiu i de metralla.